# Give dem
Give dem is een lied van de Nederlandse rapper Frenna in samenwerking met rapper Chivv. Het werd in 2019 als single uitgebracht en stond in 2020 als dertiende track op het album 't Album onderweg naar 'Het album' van Frenna. 

## Achtergrond
Give dem is geschreven door Francis Junior Edusei, Chyvon Pala en Tevin Irvin Plaate en geproduceerd door Spanker. Het is een nummer uit het genre nederhop. Het is een lied waarin de artiesten rapper over hun luxe leven en over vrouwen. Op de B-kant van de single is een instrumentale versie van het lied te vinden. De single heeft in Nederland de platina status.
Het is niet de eerste keer dat de twee artiesten samen op een track te horen zijn. Eerder stonden ze al samen op Paris en na Give dem werd de samenwerking herhaald op Jesus piece.

## Hitnoteringen
De artiesten hadden succes met het lied in de hitlijsten van Nederland. Het piekte op de vijfde plaats van de Single Top 100 en stond 22 weken in deze hitlijst. De Top 40 werd niet bereikt; het lied bleef steken op de vierde plaats van de Tipparade. 